# Ángel Berroa
Ángel Maria (Selmo) Berroa (né le 27 janvier 1978 à Saint-Domingue, République dominicaine) est un joueur d'arrêt-court au baseball. Il a joué dans les Ligues majeures de 2001 à 2009 et est présentement agent libre.
Il a joué 7 ans pour les Royals de Kansas City, avec qui il a été élu recrue de l'année dans la Ligue américaine en 2003.

## Carrière
Ángel Berroa est signé comme agent libre par les Athletics d'Oakland en 1997. Au début 2001, il passe aux Royals de Kansas City dans une transaction à trois équipes impliquant aussi les Devil Rays de Tampa Bay et dans laquelle Johnny Damon est transféré de Kansas City vers Oakland.
En septembre 2001, Berroa fait ses débuts dans les Ligues majeures avec les Royals. Il joue 15 parties dans les grandes ligues en fin de saison et évolue en 2002 dans les mineures, étant rappelé par les Royals pour 20 parties en cours de saison. En 2002, il est au centre d'une controverse au cours de laquelle il est révélé que le jeune athlète avait menti sur son âge et qu'il était né en 1978, et non en 1980 comme il l'avait prétendu. Cette situation n'est pas unique à Berroa puisque plusieurs joueurs d'Amérique latine (par exemple Vladimir Guerrero) ont déjà eu recours à ce subterfuge pour augmenter leurs chances d'être signés par un club américain.
En 2003, le jeune dominicain joue sa saison recrue avec Kansas City, frappant dans une moyenne de ,287 avec 163 coups sûrs, 17 coups de circuit et 73 points produits. Il est élu recrue de l'année dans la Ligue américaine au terme d'un scrutin serré où on le préfère de justesse à Hideki Matsui et Rocco Baldelli. Le vote mène à une certaine controverse au sujet de la notion de « joueur recrue » dans les Ligues majeures : Matsui présenta des statistiques supérieures à celle de Berroa, mais ce dernier estima mériter le prix puisque son adversaire des Yankees avait joué 10 années au Japon.
Malgré un record personnel de 164 coups sûrs en 2005, les statistiques offensives de Berroa vont en déclinant après cette première saison complète dans les majeures.
En 2006, il ne frappe que pour ,230 et en 2007, après un camp d'entraînement décevant, les Royals rétrogradent Berroa dans les ligues mineures et transigent pour un nouveau joueur d'arrêt-court, Tony Peña, Jr.. Berroa ne joue que 9 parties pour Kansas City en 2007, ne réussissant qu'un seul coup sûr.
En 2008, il évolue dans les mineures jusqu'à ce que les Royals le transfèrent aux Dodgers de Los Angeles. Sa moyenne au bâton s'élève à ,230 en 84 parties.
Il amorce la campagne 2009 chez les Yankees de New York. Après quelques parties, il est libéré et se joint aux Mets de New York, qui l'assignent aux ligues mineures, le rappellent avec le grand club pour quelques matchs puis s'en départent à leur tour, en août.